# レミングス
『レミングス』 (Lemmings) は、1991年2月14日にイギリスのPsygnosisから発売されたAmiga用アクションパズルゲーム。
「集団自殺」すると誤解されているレミング（タビネズミ）の生態をモチーフとしておりタイトル名もこれに由来する。天井にある蓋から落ちてくるレミングスに指令を与えて出口へと導く内容となっている。
イギリスのDMA Designが開発を行い、プログラムは『Menace』（1988年）を手掛けたデイブ・ジョーンズ、音楽はブライアン・ジョンストンと『Shadow of the Beast II』（1990年）を手掛けたティム・ライトが担当している。
欧米にて各種ホビーパソコンに移植された他、PC-9801やFM-TOWNS、X68000などの日本国産パソコンやスーパーファミコン、PCエンジンSUPER CD-ROM2、メガドライブなどの家庭用ゲーム機、ゲームギアやゲームボーイなどの携帯型ゲーム機などに移植された。
本作は1990年代初頭において最も人気の高かったゲームの一つであった。スーパーファミコン版はゲーム誌『ファミコン通信』の「クロスレビュー」にてプラチナ殿堂を獲得、『Amstrad Action』では史上2番目に評価の高いゲームとなり、『Next Generation』では1996年度の偉大なゲームとして第8位に選出された。本作は数多くの機種に移植された上に最も多く売れた作品でもあり、各機種の移植版を合計して約2000万本を売り上げた。本作は人気作であるが故に後に続編やリメイク版が製作された他、同様のゲームにも影響を与えた。

## 概要
天井にある蓋（入口）からレミングス（レミング達）が次々と落ちてきて歩き出す。プレーヤーが何もしないでいると、レミング達はただひたすら行進を続けて崖から落ちて死んだり、くぼ地にはまって身動きがとれなくなったりしてしまう。そこでプレーヤーはレミング達に色々な指令（回数制限あり）を与えて、出口へと導いていく。無事脱出させたレミング達の割合が各面に設定された割合より高ければ面クリアーとなる。なお、制限時間もある。
レミングたちは天蓋から1匹ずつ、一定間隔で落ちてくる。面によってはこの間隔を変えることが出来る。
様々な障害や罠があり不可能とも思える行程を、限られた指令を複雑に組み合わせてレミング達をゴールに向かわせるゲームである。そのため罠による死亡パターンもかなりの多岐に渡っており、相当グロテスクなイメージをさせるものも少なくない。ステージ名もレミングの死に関する皮肉などを織り交ぜたものが多数ある。また、画面上に残っているレミング達を一掃するのに全員に爆破の指令をすることもできる。指令を受けたレミングは爆発して粉々になる。
- 初代レミングスの難易度は「fun」（簡単）「tricky」（巧妙）「taxing」（困難）「mayhem」（破壊的）の4段階に分かれる。各難易度につきステージは30。スーパーファミコン版・メガドライブ版ではさらに上位の難易度「SANSOFT」が存在する（ただしステージは全く異なり、スーパーファミコン版は5ステージのみ）。
- ステージの種類は5つ。（砂漠・原っぱ）（ピンクレンガ・岩）（神殿・遺跡）（溶岩地帯・魔城）（氷・水晶）

2P対戦モードでは自軍のレミングに指令を与えて地形を変えることなどで相手を妨害することができ、その点で対戦ゲームとして白熱する出来上がりとなっている。
グラフィックは当時のスーパーファミコン用ソフトとしては書き込みが細かい。BGMはクラシック調のものが用いられ、質が高い。オリジナル版にはない後半に追加されたステージは特に難解なギミックばかり。

## ゲーム内容
プレイヤーはマップ上を動くレミングたちに指示を出しながらゴールへと導く。出現するレミングの全数はステージで異なる。制限時間内に指定されたパーセンテージ以上のレミングがゴールへたどり着くことができればステージクリアとなる。パーセンテージは「ゴールに到着したレミングの数÷出現するすべてのレミングの数×100」で計算され、小数点以下は切り上げされる。
プレイヤーはステージ全体をカメラでくまなく移動し、観察することができる。また、ゲーム画面上にあるミニマップから、指定した位置にカメラを即座に移動させることもできる。
レミングを掴むなどして直接ゴールに運ぶことはできない。また、一度死亡したレミングを復活させることもできない。あくまでプレイヤーができることは「指示を出すこと」「ゴールに辿り着くのを見守ること」だけである。

### 指令を受けていないレミング
- 入口から落下し、最初に歩き出した方向に歩き続ける。壁に当たるとUターンする。
- 低い段差なら登ることができるが、高い段差（およそレミングの半身以上ある段差）ではUターンする。
- 斜面はよほど急でなければ登れる。
- わずかでも床にすき間があると落下する。また、わずかでも壁と判定できるオブジェクトがあるとUターンする。
- ある程度以上の高さから落ちると落下の衝撃に耐え切れずつぶれて死亡する。
- 水や溶岩に入ると死亡する。トラップにはまっても死亡する。
- 歩行中はWalker、落下中はFaller、斜面を登っている時はJumperと表示される。
- 画面より下に落ちると死亡する。これは「電子的な毒気」と説明書に記載されていた。
- 入口からのレミングの登場間隔は「レート」と呼ばれる数値で調整可能。数値が大きいほど登場間隔が短くなる。最低値はステージごとに異なるが、最高値は常に99。

### レミングに対するコマンド
指令を受けたレミングは、次に挙げる行動が出来るようになる。レミングへの指令はものによってはキャンセルが可能である。また、全てのスキルは使用中レミングの移動速度が通常より遅くなる。
クライマー (Climber)
壁登りの技能を得て垂直な壁を登れるようになる。ただしレミングは80°くらいまでの壁なら普通に登ってしまえる。また、登っている面の上部が何ドットか張り出していると落下するねずみ返し現象が発生する。よって使うタイミングと場所の見極めがきわめて重要である。一度与えるとゴールするまでスキルを持ち続ける。
フローター (Floater)
落下傘を得て高いところから落下しても死ななくなる。落下速度＝移動速度も減少する。一度与えるとゴールするまでスキルを持ち続ける。
ブロッカー (Blocker)
立ち止まって壁になり後から来る仲間をUターンさせる。一度指示するとボンバー（ヌーク）で自爆させるか、ブロッカーの足元の床を掘るまで解除できない（一部作品では左右どちらかに移動を指示して解除することが可能）。ちなみに、段を建設中のブリッジビルダーも反転させる事ができる。3Dレミングスでは奥方向に曲がらせるなども可能であった。
ブリッジビルダー (Bridge Builder)
道のないところに階段のような段を作る。一定量（スーパーファミコン版では12段）まで段を作る・頭が天井に引っかかる・壁にぶつかる・死亡するまで建設をつづける。上述の通り、ブロッカーは壁とは扱いが別で、ぶつかると往復して階段を作り続ける。
バッシャー (Basher)
横方向に穴を掘る。進行方向の壁がなくなるか、方向指定の制限で掘れなくなるまで続ける。実行時レミングの目の前に壁がないと無意味（一瞬だけ掘る動作をして空振りになる）。硬くて掘れないオブジェクトや、左右どちらかに掘る方向が指定されている壁も存在する。
マイナー (Miner)
斜め下（約30°）方向に穴を掘る。進行方向の壁がなくなるか、方向指定の制限で掘れなくなるまで続ける。これを上手く利用すれば、下から上に上るときの通り道を作ることができる。硬くて掘れないオブジェクトや、左右どちらかに掘る方向が指定されている壁も存在する。
ディガー (Digger)
足元に縦穴を掘る。進行方向の壁がなくなり落下するまで続ける。これを利用して、掘れる壁を即席の移動ルートに仕立て上げたりするという高等テクニックも存在する。さらにブロッカーが無い時に少し掘ってブリッジビルダーで止めておくのも手。硬くて掘れないオブジェクトも存在する。なお、左右の方向指定がある壁でも関係なく掘ることができる。
ボンバー／ボム(Bomb)
カウントダウンした後自らが爆発して、周囲広範囲を吹き飛ばす。周辺の壁や階段は破壊されるが、レミングが巻き込まれることはない。レミングス2以降では爆弾を抱え持っているタイプのボンバーもいる。これは爆発しても死なない。尚落下中に自爆する（または掘れる壁と隣接している部分で起爆する）と、鋼鉄の壁を吹き飛ばすことが可能である。
ヌーク／ヌック（ハルマゲドン）(Nuke)
画面上のレミングが全てボンバーになる。各ステージ1発限りの命令。何らかの理由でステージクリア不可能になった場合や、他のレミングを誘導完了した後に残っているブロッカーに対してまとめて爆破命令をする際に用いる。
スーパーファミコン版では単なる「爆弾」とされている。
PlayStation Portable版およびPlayStation 3版ではヌークコマンドが削除されている。代わりにメニューからゲームのやり直し・クリア（ゴールしたレミングがいる場合）を選ぶことができる。また画面上に残ったレミングが全員ブロッカーになった時にも、クリア判定が自動的に行われる。
クライマーとフローターは同時に付与できる。両方の能力を持つレミングはアスリート(Athlete)と呼ばれる（Windows版など、機種によっては画面にAthleteと表示されない）。
レミングス2などでは水面を泳げるスイマー(Swimmer)をはじめ、多くの技能が追加されている。

## 他機種版

### 一覧
| No. | タイトル                 | 発売日                                    | 対応機種                                                | 開発元             | 発売元                    | メディア                          | 型式                               | 備考         |
| --- | ------------------------ | ----------------------------------------- | ------------------------------------------------------- | ------------------ | ------------------------- | --------------------------------- | ---------------------------------- | ------------ |
| 1   | Lemmings                 | 1991年 1991年12月                         | PC/AT互換機                                             | DMAデザイン        | Psygnosis イマジニア      | フロッピーディスク                | -                                  |              |
| 2   | Lemmings                 | 1991年5月                                 | Atari ST ZX Spectrum                                    | DMAデザイン        | Psygnosis                 | フロッピーディスク カセットテープ | -                                  |              |
| 3   | Lemmings                 | 1991年                                    | Acorn Archimedes                                        | Krisalis Software  | Krisalis Software         | フロッピーディスク                | -                                  |              |
| 4   | レミングス               | 1991年12月17日                            | PC-9801                                                 | バンディット       | イマジニア                | フロッピーディスク                | -                                  |              |
| 5   | レミングス               | 1991年12月18日 1992年3月                  | スーパーファミコン                                      | サンソフト         | サンソフト                | 8メガビットロムカセット           | SHVC-LE SNS-LE-USA                 |              |
| 6   | Lemmings                 | 1992年                                    | Amstrad CPC Commodore CDTV                              | DMAデザイン        | Psygnosis                 | フロッピーディスク カセットテープ | -                                  |              |
| 7   | Lemmings                 | 1992年 1993年                             | コモドール64                                            | E&E Software       | Psygnosis                 | フロッピーディスク                | -                                  |              |
| 8   | レミングス               | 1992年4月1日                              | FM-TOWNS                                                | DMAデザイン        | イマジニア                | CD-ROM                            | -                                  |              |
| 9   | レミングス               | 1992年4月17日                             | X68000                                                  | バンディット       | イマジニア                | フロッピーディスク                | -                                  |              |
| 10  | レミングス               | 1992年10月 1993年                         | Macintosh                                               | プレステージ       | イマジニア Psygnosis      | フロッピーディスク                | -                                  |              |
| 11  | レミングス               | 1992年11月27日                            | PCエンジンSUPER CD-ROM2                                 | 空想科学           | サンソフト                | CD-ROM                            | SSCD2003                           |              |
| 12  | レミングス               | 1992年11月20日 1992年                     | メガドライブ                                            | サンソフト         | サンソフト                | 8メガビットロムカセット           | T-15063 T-15026 1704               |              |
| 13  | Lemmings                 | 1992年11月                                | セガ・マスターシステム                                  | Probe Software     | セガ                      | ロムカセット                      | 7108                               |              |
| 14  | Lemmings                 | 1992年11月 1992年                         | NES                                                     | Ocean Software     | サンソフト                | ロムカセット                      | NES-LG-USA                         |              |
| 15  | レミングス               | 1992年11月 1992年12月 1993年2月5日        | ゲームギア                                              | Probe Software     | セガ                      | 2メガビットロムカセット           | 2431 G-3317                        |              |
| 16  | Lemmings                 | 1993年                                    | Atari Lynx                                              | DMAデザイン        | Psygnosis                 | ロムカセット                      | PA2080                             |              |
| 17  | Lemmings                 | 1993年                                    | SAM Coupé                                               | DMAデザイン        | FRED Publishing           | フロッピーディスク                | -                                  |              |
| 18  | レミングス               | 1993年9月23日 1994年8月                   | ゲームボーイ                                            | Ocean Software     | イマジニア Ocean Software | ロムカセット                      | -                                  |              |
| 19  | Lemmings                 | 1993年                                    | CD-i                                                    | DMAデザイン        | フィリップス              | CD                                | -                                  |              |
| 20  | レミングス               | 1994年8月6日 1994年                       | 3DO                                                     | DMAデザイン        | EAビクター Psygnosis      | CDROM                             | -                                  |              |
| 21  | Lemmings                 | 1994年                                    | Amiga CD32                                              | DMAデザイン        | Psygnosis                 | CD-ROM                            | -                                  |              |
| 22  | サルゲッチュのレミングス | 2005年8月11日                             | mova505i、506i FOMA700i、900i、901iシリーズ （iアプリ） | SCEJ               | SCEJ                      | ダウンロード (iSCEJ)              | -                                  | アレンジ移植 |
| 23  | サルゲッチュのレミングス | 2006年8月31日                             | BREW3.1対応機種 （EZアプリ）                            | SCEJ               | SCEJ                      | ダウンロード (EZ-SCEJ)            | -                                  | アレンジ移植 |
| 24  | Lemmings                 | 2006年10月13日                            | PlayStation 2                                           | Rusty Nutz         | SCEE                      | DVD-ROM                           | -                                  | アレンジ移植 |
| 25  | レミングス               | 2006年3月9日 2006年3月10日 2006年5月23日  | PlayStation Portable                                    | Team17             | SCE                       | UMD                               | UCES-00109/P UCUS-98647 UCJS-10028 | アレンジ移植 |
| 26  | レミングス               | 2006年12月1日 2006年12月7日 2007年5月23日 | PlayStation 3                                           | Team17             | SCE                       | ダウンロード (PlayStation Store)  | -                                  | アレンジ移植 |
| 27  | レミングス               | 2009年10月22日                            | PlayStation Portable                                    | Team17             | SCE                       | ダウンロード (PlayStation Store)  | -                                  | アレンジ移植 |
| 28  | Lemmings                 | INT 2017年7月6日                          | iPhone iPad (iOS)                                       | Unity Technologies | Sad Puppy                 | ダウンロード                      | -                                  | アレンジ移植 |
| 29  | Lemmings                 | INT 2018年12月20日                        | Android                                                 | Unity Technologies | Sad Puppy                 | ダウンロード                      | -                                  | アレンジ移植 |

### リメイク版
1999年にSCEがシグノシスを買収した。以後、同社の家庭用ゲーム機などを中心に、リメイク版がリリースされている。
- サルゲッチュのレミングス
  - SCEによる、キャラクターをサルゲッチュに登場するピポサルに書き換えたもの。携帯電話一部機種に対応。
  - 斜め下に穴を掘るマイナー(Miner)が、真上方向に梯子を4マス分作るラダー(Ladder)に変更されていたり、ビルダー(Builder)が、4マス分の橋を横に掛けるスキルへと変更されている。
- レミングス（PSP）
  - 新作ステージが36面追加されたほか、レミングの爆発に関する機能など細部が変更されている。レベルエディタが付属する。
- レミングス（PS3版）
  - PlayStation 3版はダウンロード販売専用で、キャラクタやステージを一新した全45面の構成となった。レベルエディタは省略された。マウス非対応で、カーソル移動等にはアナログスティックを代わりに使用する。なお、PS3初のDL専売ソフトであった。

## スタッフ
Amiga版
- プログラム：デイブ・ジョーンズ（英語版）
- アニメーション：ゲイリー・ティモンズ
- グラフィック：スコット・ジョンストン
- 音楽：ブライアン・ジョンストン、ティム・ライト（英語版）
- ペインティング：エードリアン・パウエル
- マニュアル・テキスト：ニック・ワイルド

スーパーファミコン版
- ゲーム・プログラマー：TEQ.S.INABA（いなばしげたか）、MINI ATUMI（渥美博明）
- グラフィック・デザイナー：MARU-A-AIKAWA（相川昌幸）、BOLT-ON MATSUI（まついあつき）、村本顕、M.R. SUZUKI（鈴木才儒）、YUKIHIRO
- 音楽：はたけやまともみ
- サウンド・プログラマー：こまつまさき
- テクニカル・アドバイザー：LUCKY-ASADA（あさだあきひろ）
- ツール・エンジニア：GANCHAN
- プリント・エディター：MIHOKO-O（おかざきみほこ）、MASTER MORI（森達男）
- セールス・マネージャー：河合正人
- スーパーバイザー：HIGASHIYA SAN（東谷浩明）
- トータル・ディレクター：竹内昭人
- プロデューサー：吉田喜春

メガドライブ版
- ゲーム・プログラマー：岩田幹生
- グラフィック・デザイナー：いとうひろし、小沢大、おおばやしゆきお、からしまひろゆき、朝茂之、酒井智巳
- 音楽：高山博彦
- サウンド・プログラマー：塚本浩
- テクニカル・アドバイザー：いなばしげたか
- プリント・エディター：おかざきみほこ、森達男
- セールス・マネージャー：河合正人
- スーパーバイザー：HIROKUN（東谷浩明）
- トータル・ディレクター：竹内昭人
- プロデューサー：吉田喜春

## 評価
スーパーファミコン版
- ゲーム誌『ファミコン通信』の「クロスレビュー」では、9・9・8・9の合計35点（満40点）でプラチナ殿堂を獲得した。レビュアーからは設定は単純であるが熱中するといった意見や日本のゲームにはないブラックなユーモアであるといった意見、「ゲームからにじみ出るすべてのモノがプレーするものの心を揺さぶる」などゲームシステムや設定に関して称賛する意見が多数挙げられた。一方で、「残酷な部分がちょっと気にかかる」といった意見や「見た目よりずっと難しい」といった難易度の高さを指摘する意見、「慣れるまで操作がやっかい」など操作性に関する不満点が挙げられた。

- 『ファミリーコンピュータMagazine』の読者投票による「ゲーム通信簿」での評価は以下の通りとなっており、19.75点（満30点）となっている。この得点はスーパーファミコン全ソフトの中で214位（323本中、1993年時点）となっている。

| 項目 | キャラクタ | 音楽 | 操作性 | 熱中度 | お買得度 | オリジナリティ | 総合  |
| 得点 | 3.47       | 3.16 | 3.11   | 3.24   | 3.09     | 3.69           | 19.75 |
PCエンジンSUPER CD-ROM²版
ゲーム誌『ファミコン通信』の「クロスレビュー」では合計26点（満40点）、『月刊PCエンジン』では80・80・85・85・80の平均82点（満100点）、『PC Engine FAN』の読者投票による「ゲーム通信簿」での評価は以下の通りとなっており、23.43点（満30点）となっている。また、この得点はPCエンジン全ソフトの中で66位（485本中、1993年時点）となっている。
| 項目 | キャラクタ | 音楽 | 操作性 | 熱中度 | お買得度 | オリジナリティ | 総合  |
| 得点 | 4.07       | 3.67 | 3.77   | 4.17   | 3.50     | 4.27           | 23.43 |
メガドライブ版
ゲーム誌『ファミコン通信』の「クロスレビュー」では8・8・6・7の合計29点（満40点）、『メガドライブFAN』の読者投票による「ゲーム通信簿」での評価は以下の通りとなっており、20.68点（満30点）となっている。
| 項目 | キャラクタ | 音楽 | 操作性 | 熱中度 | お買得度 | オリジナリティ | 総合  |
| 得点 | 3.64       | 3.16 | 3.18   | 3.58   | 3.09     | 4.02           | 20.68 |
PlayStation Portable版
ゲーム誌『ファミ通』の「クロスレビュー」では合計28点（満40点）となっている。

## 続編
- オーノー！モア・レミングス(Oh No! More Lemmings)
  - レミングス(初代)の追加マップとして発売された。
  - 難易度（カテゴリー）は、tame（大人しい） crazy（狂おしい） wild（凶暴） wicked（すじがねいり） havoc（大荒れ） の五種類。訳が解らないかもしれないが、これはすべて説明書に書いてある。続編だが初代の難易度を踏襲しておりcrazyで前作のtaxingの中盤位の難易度で、havocに至っては前作のmayhemを遥かに上回る。
  - ステージの種類は全部で4種類。（赤レンガ）（岩山地帯）（氷山・豪雪地帯）（ポップな世界）
  - Windows版パッケージではレミングス初代と同時収録されている。

- クリスマスレミングス(Holiday Lemmings)
  - レミングの服装がサンタクロースになった限定版。とあるゲーム雑誌で配布された。
  - ステージは氷山・豪雪地帯にクリスマスの装飾がされた物一種類で統一されている。

- レミングス2(Tribes)
  - 司令の種類が大幅に増えた。51種類の内、各レベルごとに最大8種類の司令がある。
  - 種族の概念が追加された。それぞれの種族ごとに独立してゲームを進めることができる。
  - レミングの選択を歩行方向を指定して行うことが可能になった。
  - 全ステージクリア時に、それぞれの種族が一匹でも生き残っていればよいという設定で、最低限何匹残っていれば最終ステージまで行けるかはプレイヤーが自分で推測する必要がある。
  - PC-DOS版では、起動時に多量のコンベンショナルメモリを必要とするため、インストールの難度が比較的高かった。以後の作品では、DOS4GWなどのDOSエクステンダが使用されるようになったため、インストールはそれほど難しくないが、サウンドカードへのリソースの割り振りなど、PC-DOS版ゲームソフト特有の煩わしい初期設定が必要だった。
- All New World of レミングス(Chronicles)
  - レミングス2と同様、種族により異なる技能が付与されている。
  - 追加マップが発売される予定であった。
- 3Dレミングス
  - 3D画面中を前後左右に移動するようになった。奥行きの概念がある唯一のレミングス。
- レミングス・レボリューション 
  - Windows専用、Direct3D必須となった。
  - 3D画面ではあるが円筒形のステージとなり、奥行き概念が廃止された。
  - ただし画面上ではレミング同士がすれ違う様子が表示される。

## 派生商品
レミングスのキャラクターが使用されているが、パズルゲームでないもの。
- ロマックス (The Adventures of Sir Lomax in LemmingLand)
  - スーパードンキーコングなどに類似した横スクロールのジャンプアクションゲーム。
  - 日本では、PlayStationでトミー（現・タカラトミー）からリリースされた。
  - 騎士の格好をしたレミングを操作して仲間を救出するのが目的。
  - 本編と同様に、キャラクターが死亡すると爆発する。
- レミングスペイントボール（Lemmings Paintball）
  - 画面上でサバイバルゲームを行うシューティングゲーム。